# 세라프
세라프(본명: 신우영, 1995년 3월 9일 ~ )는 대한민국의 전직 리그 오브 레전드 프로게이머이다. 포지션은 탑 라이너였으며 아이디는 Seraph이다.

## 선수 생활
2013년 11월, 나진 화이트 실드에 입단하면서 프로 커리어를 시작했다. 2013-14 윈터 시즌 삼성 오존과의 순위 결정전 경기에서 프로 데뷔전을 치렀다.
2014년 5월 19일, 카운터 로직 게이밍에 입단했다. 서머 시즌 팀의 주전으로 출전하면서 팀의 포스트시즌 진출에 기여했다.
2015시즌을 앞두고 팀 드래곤 나이츠에 입단했다. 스프링 시즌 팀의 챌린저 시리즈 준우승과 승강전 진출에 기여했다. 승강전에서 팀은 승격에 성공했다. 서머 시즌 좋은 모습을 보여주었지만 팀은 부진에 빠지게 되었다. 서머 시즌 종료 이후 팀은 강등당했다.
2016년 3월, 레네게이즈에 입단했다.
2016년 5월, 팀 엔비어스에 입단했다. 서머 시즌 초반 좋은 모습을 보여주었지만 이후에는 부침이 있는 모습을 보여주었다. 2016년 8월, 북미 현지 선수 자격을 획득했다.
2019년 12월에는 러너웨이에서 활동했다. 하지만 CK 진출에는 실패했다.
2022년 6월, 리브 샌드박스 로스터에 등록되면서 선수로 복귀했다. 2022시즌 종료 후 팀에서 퇴단했다.

## 지도자 시절
2021년 12월, 리브 샌드박스 아카데미 코치로 부임했다. 2022년 6월 선수로 복귀하면서 코치직에서 물러났다.

## 소속팀

### 선수
| # | 팀명               | 소속 기간               | 소속 리그 | 비고 |
| - | ------------------ | ----------------------- | --------- | ---- |
| 1 | 나진 화이트 실드   | 2013.11~2014.02.05      | LCK       |      |
| 2 | 카운터 로직 게이밍 | 2014.05.19~2014.11.08   | LCS       |      |
| 3 | 팀 드래곤 나이츠   | 2015.01.07~2016.03.03   | NACS LCS  |      |
| 4 | 레드게네즈         | 2016.03.03~2016.05.18   | LCS       |      |
| 5 | 팀 엔비어스        | 2016.05.18~2017.11.20   | LCS       |      |
| 6 | 러너웨이           | 2019.12.02 ~ 2019.12.27 | 아마추어  |      |
| 7 | 리브 샌드박스      | 2022.06.03 ~ 2022.11.22 | LCK       |      |

### 지도자
| # | 팀명          | 직책            | 소속 기간          | 소속 리그 | 비고 |
| - | ------------- | --------------- | ------------------ | --------- | ---- |
| 1 | 리브 샌드박스 | 아카데미팀 코치 | 2021.12.07 ~ 2022. | LCK AS    |      |

## 수상 내역
- ESL 프로시리즈 아메리카 시즌 11 준우승
- LCS 챌린저 시리즈 스프링 2015 준우승